# Cyphon longiusculus
Cyphon longiusculus is een keversoort uit de familie moerasweekschilden (Scirtidae). De wetenschappelijke naam van de soort werd in 1970 gepubliceerd door Nyholm.